# Ру, Сторм
Сторм Джеймс Ру (англ. Storm James Roux, 13 января 1993, Сомерсет-Уэст, ЮАР) — новозеландский футболист, защитник национальной сборной Новой Зеландии и австралийского клуба «Сентрал Кост Маринерс».

## Клубная карьера
Во взрослом футболе дебютировал в 2012 году выступлениями за команду клуба «Перт Глори», в которой провёл один сезон, приняв участие лишь в 1 матче чемпионата.
К составу клуба «Сентрал Кост Маринерс» присоединился в 2013 году.

## Выступления за сборную
В 2013 году дебютировал в официальных матчах в составе национальной сборной Новой Зеландии. На данный момент провёл в форме главной команды страны 7 матчей.
В составе сборной был участником розыгрыша Кубка конфедераций 2017 в России.